# Leszek Wojtczak
Leszek Józef Wojtczak (ur. 2 lipca 1939 w Gozdowie, zm. 30 grudnia 2018 w Łodzi) – polski fizyk, profesor zwyczajny na Wydziale Fizyki i Informatyki Stosowanej Uniwersytetu Łódzkiego (dawniej Wydział Matematyki, Fizyki i Chemii UŁ) w zakresie teorii ciała stałego. W latach 1984–1990 Rektor Uniwersytetu Łódzkiego, a w latach 1991-1993 dziekan Wydziału Matematyki, Fizyki i Chemii Uniwersytetu Łódzkiego (obecnie Wydział Fizyki i Informatyki Stosowanej).

## Życiorys
W okresie nauki w Liceum Ogólnokształcącym w Aleksandrowie został laureatem ogólnopolskiej Olimpiady Chemicznej.
Magisterium z fizyki otrzymał na Wydziale Matematyki, Fizyki i Chemii Uniwersytetu Łódzkiego w 1961 roku, a stopień doktora nauk matematyczno-fizycznych w 1964 na tymże Wydziale. W 1969 roku otrzymał stopień doktora habilitowanego, nadany przez Radę Naukową Instytutu Fizyki PAN w Warszawie, następnie, w 1976 roku został profesorem nadzwyczajnym, zaś w 1985 roku profesorem zwyczajnym nauk fizycznych.
Pełnił szereg funkcji administracyjnych Uczelni: kierownik Katedry i Zakładu Fizyki Ciała Stałego (1974-2009), zastępca dyrektora (1970-1974) i dyrektor Instytutu Fizyki (1978-1981), prodziekan (1972-1978) i dziekan (1990-1993) Wydziału, a następnie, z wyboru, prorektor (1981-1984) i rektor (1984-1990) Uniwersytetu.
Zorganizował (wspólnie z S. Michalakiem) Katedrę Fizyki Ciała Stałego; przyczynił się do utworzenia Katedry Chemii Teoretycznej, będąc jej kuratorem; wspierał działalność UŁ na rzecz integracji europejskiej, umacniał współpracę międzynarodową (Ośrodek Badań Europejskich, placówki Alliance française i British Council, Alliance of Universities for Democracy),
Przewodniczył Konferencji Rektorów Uniwersytetów Polskich (1989-1990), kierował Centralnym Programem Badań Podstawowych CPBP 01.08 „Własności fizyczne powierzchni i warstwy przypowierzchniowej” (1986-1991), był członkiem Komitetu Badań Naukowych (1991-1994), ekspertem Ministra Edukacji Narodowej (1991-1992), członkiem Komitetu Fizyki PAN (1978-2007), członkiem Rady Naukowej przy Prezydencie Miasta Łodzi oraz członkiem Rady Naukowej Instytutu Fizyki Politechniki Warszawskiej. 
Był też jednym z inicjatorów (z M.Kamińską) powołania konwersatorium poświęconego myśli chrześcijańskiej w zakresie społecznej nauki Kościoła. Był uczestnikiem III Synodu Archidiecezji Łódzkiej.

## Dorobek naukowy i współpraca międzynarodowa
Badania naukowe obejmują zagadnienia fizyki cienkich warstw, ze szczególnym uwzględnieniem własności magnetycznych, efekty rozmiarowe w obiektach o ograniczonych rozmiarach, zjawiska transportu, przejść fazowych, statystyczną teorię atomu. Wyniki badań były opublikowane w około 300 artykułach zamieszczonych w większości w czasopismach z listy filadelfijskiej. Wydał dwie monografie w języku angielskim: Critical Scattering Theory, An Introduction, Elsevier-PWN, 1978 (wspólnie z J.Kocińskim) i Green Functions in Electrochemistry, Kluwer, 1998 (wspólnie z S. Romanowskim). Napisał także podręczniki dla studentów: wspólnie z J.Kocińskim skrypt Zjawiska krytyczne (1978) oraz samodzielnie Cienkie warstwy magnetyczne (2009). Wspólnie z J. Rutkowskim przetłumaczył monografię E. Elbaza Kwanty (2004). Wypromował 22 doktorów oraz konsultował 12 prac habilitacyjnych. Recenzował ponad 200 rozpraw doktorskich i habilitacyjnych oraz wniosków profesorskich dla ośrodków krajowych i zagranicznych. 
Brał udział w ponad 100 międzynarodowych i krajowych konferencjach naukowych wygłaszając referaty plenarne, przedstawiając komunikaty, przewodnicząc obradom, a także biorąc udział w pracach komitetów programowych i współorganizując niektóre z nich. 
Rezultatem współpracy były liczne publikacje, rozwój kadry naukowej oraz trwałe przyjaźnie. Działalność ta została uwieńczona doktoratami honoris causa Uniwersytetu w Yorku (1989) i Uniwersytetu Claude Bernarda w Lyonie (1991).

## Odznaczenia
Otrzymał szereg odznaczeń oraz nagród krajowych i zagranicznych. Należy do nich: Krzyż Kawalerski Orderu Odrodzenia Polski (1982), Order Papieski Pro Ecclesia et Pontifice (1990), Krzyż Oficerski Palmes Academices de la Republique Francaise (1986), Krzyż Oficerski Orderu Odrodzenia Polski(2004).